# 금지 영화 목록
이 문서는 각 나라별로 상영이 금지되거나 제한적 상영 외에 판매 및 유통이 금지된 영화들을 정리한다.

## 대한민국
이 목록에서는 제한상영가 등급을 받거나 금지 조치를 받은 영화를 정리한다.
- 너를 끊을 수 없어 - 육정

강도 높은 선정성 때문에 금지되었다.
- 달콤한 채찍

강도 높은 선정성, 폭력성, 잔인성과 반사회적·반인륜적 요소 때문에 금지되었다.
- 디 인터뷰

김정은의 암살 관련 내용을 담고 있어 외교적인 이유로 금지되었다.
- 지옥의 묵시록

전쟁을 나쁘게 그렸다는 이유로 금지되었다.
- 세르비안 필름

반사회적인 주제적 요소 때문에 금지되었다.
- 시계태엽 오렌지

강도 높은 폭력성과 잔인성 때문에 금지되었다. 하지만 지금은 심의가 통과되었다.
- 찬란한 밤은 길다

강도 높은 선정성 때문에 금지되었다.
- 힐즈 아이즈

폭력성과 잔인성 때문에 금지되었다. 하지만 지금은 심의가 통과되었다.
- 사우스 파크

폭력성과 잔인성, 선정성 때문에 금지되었다.
- 샤이닝

폭력성과 잔인성 때문에 금지되었다.
- 엑소시스트

폭력성과 잔인성 때문에 금지되었다.
- 텍사스 전기톱 학살

폭력성과 잔인성 때문에 금지되었다.

## 일본
- 야스쿠니 : 야스쿠니 신사 옹호파들의 강력한 반발에 의해서 금지되었다.
- 언브로큰 : 일본의 이미지를 훼손한다는 이유로 금지되었다.

## 중화인민공화국
- 캐리비안의 해적: 망자의 함 : 죽은 사람의 영혼이 등장하는 장면 때문에 금지되었다.
- 백 투 더 퓨쳐 : 시간여행 소재가 역사를 존중하지 않는다는 이유로 금지되었다.
- 나비효과 : 시간여행 소재가 역사를 존중하지 않는다는 이유로 금지되었다.
- 아바타 : 소수민족 폭동을 조장할 수 있다는 이유로 금지되었다.
- 왕의 남자 : 동성애 소재라는 이유로 금지되었다.
- 브로크백 마운틴 : 동성애 소재라는 이유로 금지되었다.
- 게이샤의 추억 : 중국 내 반일 감정이 큰 상황에서 민감한 소재를 다뤄 금지되었다.
- 그레이의 50가지 그림자 : 강도 높은 선정성 때문에 금지되었다.
- 셰임 : 강도 높은 선정성 때문에 금지되었다.
- 노아 : 이슬람 율법 위반으로 인해 금지되었다.

## 말레이시아
- 가장 따뜻한 색, 블루 : 강도 높은 선정성 때문에 금지되었다.
- 노아 : 이슬람 율법 위반으로 인해 금지되었다.
- 그레이의 50가지 그림자 : 강도 높은 선정성 때문에 금지되었다.
- 더 울프 오브 월 스트리트 : 강도 높은 선정성 때문에 금지되었다.
- 사우스 파크 : 폭력성과 잔인성, 선정성 때문에 금지되었다.
- 셰임 : 강도 높은 선정성 때문에 금지되었다.
- 쏘우 : 강도 높은 폭력성과 잔인성 때문에 금지되었다.
- 쏘우 2 : 강도 높은 폭력성과 잔인성 때문에 금지되었다.
- 쏘우 3 : 폭력성, 잔인성, 선정성 때문에 금지되었다.
- 쏘우 4 : 폭력성, 잔인성, 선정성 때문에 금지되었다.
- 쏘우 V : 강도 높은 폭력성과 잔인성 때문에 금지되었다.
- 쏘우: 여섯 번의 기회 : 강도 높은 폭력성과 잔인성 때문에 금지되었다.
- 쏘우 3D : 강도 높은 폭력성과 잔인성 때문에 금지되었다.
- 직쏘 : 강도 높은 폭력성과 잔인성 때문에 금지되었다.
- 씬 시티 : 강도 높은 폭력성과 잔인성 때문에 금지되었다.
- 씬 시티: 다크히어로의 부활 : 폭력성과 잔인성, 선정성 때문에 금지되었다.
- 아메리칸 뷰티 : 강도 높은 선정성과 폭력성 때문에 금지되었다.
- 인사이드 딥 스로트 : 강도 높은 선정성 때문에 금지되었다.

## 싱가포르
- 노랑머리 : 강도 높은 선정성 때문에 금지되었다.
- 맛있는 섹스, 그리고 사랑 : 강도 높은 선정성 때문에 금지되었다.
- 몽정애 : 강도 높은 선정성 때문에 금지되었다.
- 사우스 파크 : 폭력성과 잔인성, 선정성 때문에 금지되었다.
- 숏버스 : 강도 높은 선정성 때문에 금지되었다.

## 인도
- 인디아나 존스: 미궁의 사원 : 아시아에 대한 미개한 편견 및 백인 우월주의가 많이 담겨 있다는 이유로 금지되었다.
- 그레이의 50가지 그림자 : 강도 높은 선정성 때문에 금지되었다.
- 셰임 : 강도 높은 선정성 때문에 금지되었다.

## 인도네시아
- 노아 : 이슬람 율법 위반으로 인해 금지되었다.

## 미얀마
- 심슨 가족: 더 무비 : 빨간색과 노란색을 주로 사용했다는 이유로 금지되었다.

## 이란
- 사우스 파크 : 폭력성과 잔인성, 선정성 때문에 금지되었다.
- 씬 시티 : 강도 높은 폭력성과 잔인성 때문에 금지되었다.
- 씬 시티: 다크히어로의 부활 : 폭력성과 잔인성, 선정성 때문에 금지되었다.

## 이라크
- 사우스 파크 : 폭력성과 잔인성, 선정성 때문에 금지되었다.

## 이집트
- 브루스 올마이티 : 신을 평범하게 묘사했다는 이유로 금지되었다.

## 레바논
- 원더우먼 : 주연 배우 갤 가돗이 유대인이였다는 이유로 금지되었다.
- 셰임 : 강도 높은 선정성 때문에 금지되었다.

## 이스라엘
- 007 골드핑거 : 독일 배우 거트 프로브가 실제로 나치당의 멤버였다는 이유로 금지되었다.

## 몰디브
- 노아 : 이슬람 율법 위반으로 인해 금지되었다.

## 영국
- 엑소시스트 : 강도 높은 폭력성과 잔인성 때문에 금지되었다.
- 텍사스 전기톱 학살 : 강도 높은 폭력성과 잔인성 때문에 금지되었다.
- 그로테스크 : 강도 높은 폭력성과 잔인성 때문에 금지되었다.

## 오스트레일리아
- 켄 파크 : 강도 높은 선정성과 폭력성 때문에 금지되었다.
- 세르비안 필름 : 강도 높은 선정성과 폭력성 때문에 금지되었다.

## 스페인
- 세르비안 필름 : 강도 높은 선정성과 폭력성 때문에 금지되었다.

## 러시아
- 스탈린이 죽었다! : 전사자들에 대한 모욕 때문에 금지되었다.
- 차일드 44 : 외교적인 이유로 인해 금지되었다. 하지만 지금은 심의가 통과되었다.

## 우크라이나
- 쏘우 : 강도 높은 폭력성과 잔인성 때문에 금지되었다.
- 쏘우 2 : 강도 높은 폭력성과 잔인성 때문에 금지되었다.
- 쏘우 3 : 폭력성, 잔인성, 선정성 때문에 금지되었다.
- 쏘우 4 : 폭력성, 잔인성, 선정성 때문에 금지되었다.
- 쏘우 V : 강도 높은 폭력성과 잔인성 때문에 금지되었다.
- 쏘우: 여섯 번의 기회 : 강도 높은 폭력성과 잔인성 때문에 금지되었다.
- 쏘우 3D : 강도 높은 폭력성과 잔인성 때문에 금지되었다.
- 직쏘 : 강도 높은 폭력성과 잔인성 때문에 금지되었다.
- 이블 데드 : 강도 높은 폭력성과 잔인성 때문에 금지되었다.
- 차일드 44 : 외교적인 이유로 인해 금지되었다.

## 같이 보기
- 스트라이샌드 효과